# Wjatscheslaw Borissowitsch Krassilnikow
Wjatscheslaw Borissowitsch Krassilnikow (russisch Вячеслав Борисович Красильников, englische Transkription: Viacheslav Krasilnikov, * 28. April 1991 in Krasnodar, Russische SFSR, Sowjetunion) ist ein russischer Beachvolleyballspieler.

## Karriere
Krassilnikow wurde 2009 mit Artjom Kutscherenko Fünfter der Jugend-Weltmeisterschaft in Alanya. 2012 spielte er mit Ruslan Bykanow in Moskau seinen ersten Grand Slam auf der World Tour. Das Duo wurde außerdem Fünfter der U23-Europameisterschaft in Assen. 2013 erreichte Krassilnikow mit Andrei Bolgow den fünften Rang bei der U23-WM in Mysłowice. Mit Alexei Pastuchow kam er bei den Anapa Open auf den dritten Platz. Anschließend bildete er ein Duo mit Konstantin Semjonow. Krassilnikow/Semjonow erreichten das Finale des Grand Slam in Berlin und den fünften Platz in Moskau. Außerdem gewannen sie das EEVZA-Turnier in der russischen Hauptstadt. 2014 starteten sie mit zwei 17. Plätzen bei den World-Tour-Turnieren in China. Bei den Anapa Open unterlagen sie erst im Finale. Bei der Europameisterschaft 2014 in Quartu Sant’Elena wurden sie Neunte. Eine Woche später gelang den beiden Russen mit ihrem Sieg beim Grand Slam in Moskau der größte Erfolg ihrer gemeinsamen Karriere. Auch 2015 und 2016 hatten Krassilnikow/Semjonow zahlreiche Top-Ten-Platzierungen auf der World Tour. Bei der WM 2015 in den Niederlanden sowie der EM 2015 in Klagenfurt wurden sie jeweils Neunte. 2016 wurden Krassilnikow/Semjonow Vizeeuropameister in Biel und Olympiavierte in Rio de Janeiro. Danach beendete Semjonow seine internationale Karriere.
2017 bildete Krassilnikow mit Nikita Ljamin ein neues Duo. Krassilnikow/Ljamin spielten sehr erfolgreich auf der FIVB World Tour und gewannen die 3-Sterne-Turniere in Kisch und in Den Haag. Außerdem gelang ihnen beim 5-Sterne-Turnier in Gstaad ein fünfter Platz. Bei der Weltmeisterschaft in Wien gewannen Krassilnikow/Ljamin die Bronzemedaille. Herausragendes Ergebnis für Krassilnikow/Ljamin auf der World Tour 2018 war ein zweiter Platz beim 4-Sterne-Turnier in Xiamen. Im August trennten sich die beiden.
Seit Oktober 2018 ist Oleg Stojanowski sein Partner, mit dem er seitdem auf fast allen FIVB-4-Sterne-Turnieren antrat und ausnahmslos Top-Ten-Plätze belegte. Höhepunkte waren dabei die Siege in Den Haag und in Xiamen. Die beiden Russen qualifizierten sich dadurch auch für die WM 2019 in Hamburg. Dort erreichten sie das Finale und wurden mit einem Sieg gegen die Deutschen Julius Thole und Clemens Wickler Weltmeister. Im September gewannen sie außerdem das World-Tour-Finale in Rom. Bei der Europameisterschaft 2020 in Jūrmala unterlagen sie im Endspiel den Norwegern Anders Mol und Christian Sørum. 2021 gewannen sie beim olympischen Beachvolleyballturnier in Tokio nach einer Finalniederlage gegen Mol/Sørum die Silbermedaille. Kurz darauf landeten die beiden Russen bei der Europameisterschaft in Wien auf Platz neun.